# Giovanni Ponzio
Pour les articles homonymes, voir Ponzio.
Giovanni Ponzio (mort en 1033) est un cardinal italien de l'Église catholique romaine.

## Biographie
Le pape Jean XIX le crée cardinal en 1025.